# レクサス・IS F
IS F（アイエス・エフ、Lexus IS F）は、トヨタ自動車が展開する高級車ブランド「レクサス」から販売されていたスポーツセダンである。

## 概要
IS-Fは「基本性能を徹底的に鍛え込むとともに、走りの新技術を備えることによりレクサスの新しいパフォーマンスを提案する」というコンセプトのもと、レクサスの中型FRセダン「IS」をベースに開発されたスポーツモデルで、「F」（トヨタF1の本拠地である『富士スピードウェイ』並びに開発拠点である『東富士研究所』に由来）の名を冠する同ブランド初のモデルである。トヨタ自動車全体としても、大排気量の本格派スポーツモデルとしては2002年まで生産されていた「トヨタ・スープラ」以来となり、またハイパフォーマンス・スポーツセダンとしても「トヨタ・アリスト」以来となる。
日本では2007年10月4日に本モデルの発売が正式プレスリリースされ、その発表会は“生まれ故郷”といえる富士スピードウェイで行なわれた。その席上には「IS F」の開発にも関わっていたトヨタ自動車代表取締役副社長の豊田章男（2009年より同社社長）も出席し、自ら運転し「IS F」のパフォーマンスの高さを披露した。
そして同年12月25日に日本国内で、後に北米・ヨーロッパ・オセアニアでも販売が開始された。2011年モデルからは韓国、台湾、中東でも販売された。

## エクステリア
ベースとなったのは「IS」のセダンであるが、300 km/hオーバーでも安定した走りを実現するために改めて空力チューニングが施された。
エクステリアはヘッドライト・前後ドア・トランク・ルーフパネルを除くほぼ全てが作り直され、特にフロント周りは大型のV型8気筒エンジンを搭載するためにオーバーハングが若干伸ばされ、さらにエンジンヘッドとの干渉を防ぐためボンネットが盛り上がっている。またエンジンの冷却性能向上のため、フロントフェンダーパネルにはスリットが設けられている。
そしてより強力なダウンフォースを得るため、IS F専用設計のリアスポイラーやアンダーパネルのほか、レクサスのスーパーカーである「LFA」のエキゾーストをイメージしてデザインされたという特徴的な4本出しのリアディフューザーを装備し、超高速走行時の直進安定性を高め、スポーティーなエクゾーストノートを実現した。

## インテリア

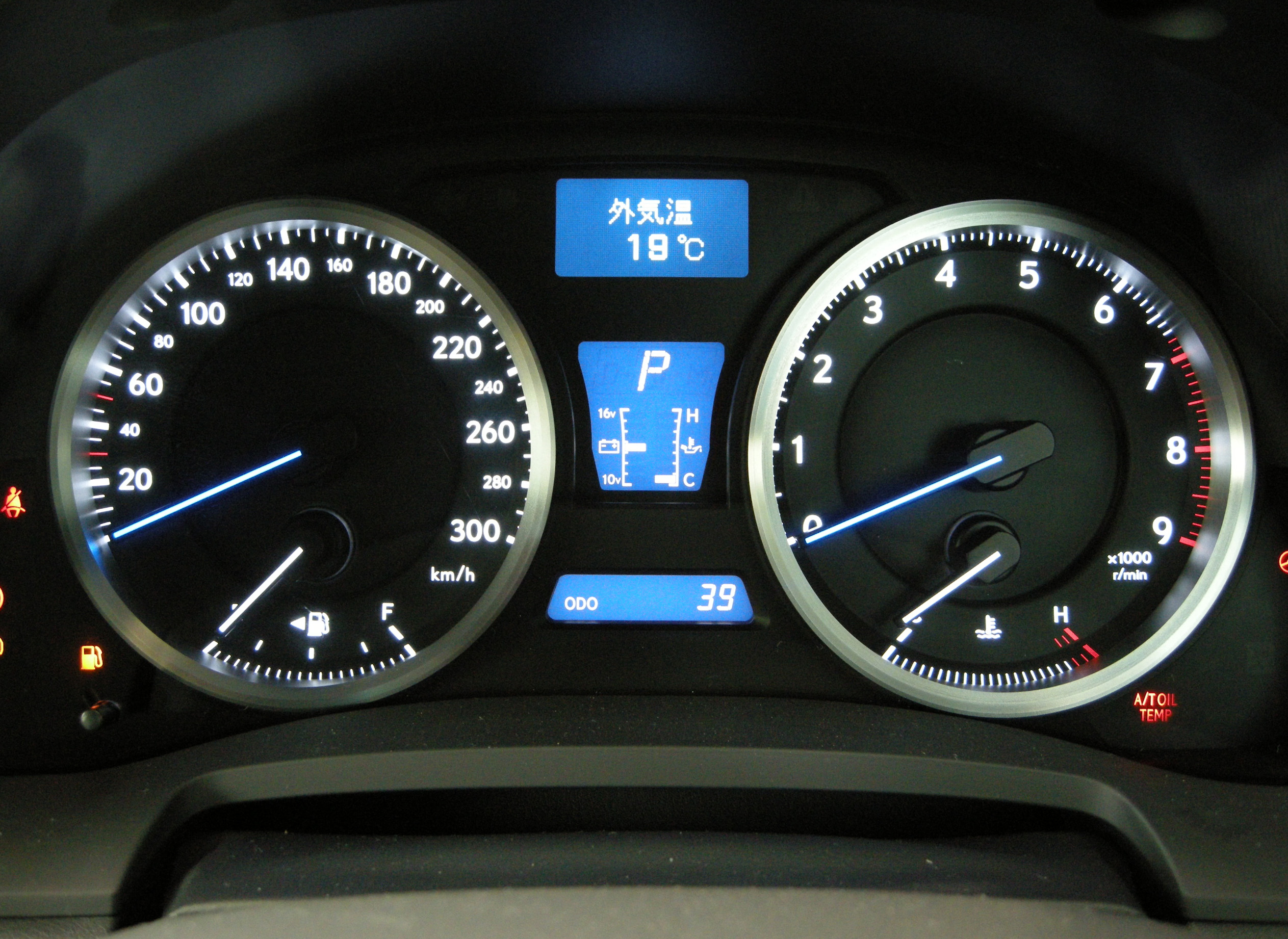
メーター（2008年モデル）

ベースの「IS」から大きく変更になった箇所はないが、10 mmほど座面を下げ、サーキット走行にも耐えうるようにサイドサポートが大きく張り出した「IS F専用スポーツシート」を前後に装備（このため乗車定員は4名となる。後にフロントシートはISの“Version-F”にも同型のものが流用された）。また、専用素材を使ったセンターコンソールパネルや、「F」のエンブレムが入る専用ステアリングホイールにIS F専用の300 km/hのフルスケールメーターを装備し、ベース車である「IS」との差別化を図っている。

## パワートレーン

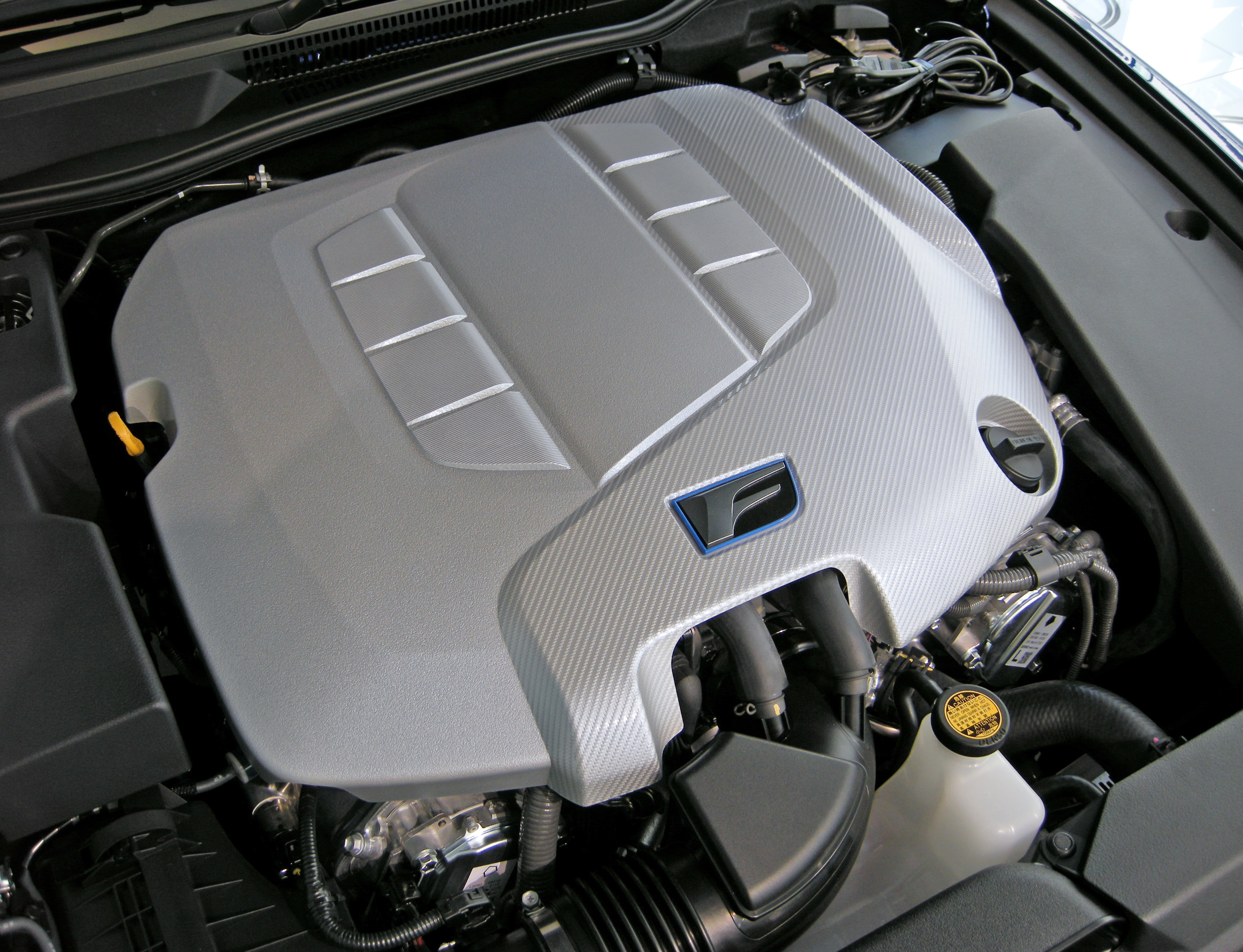
エンジンルーム

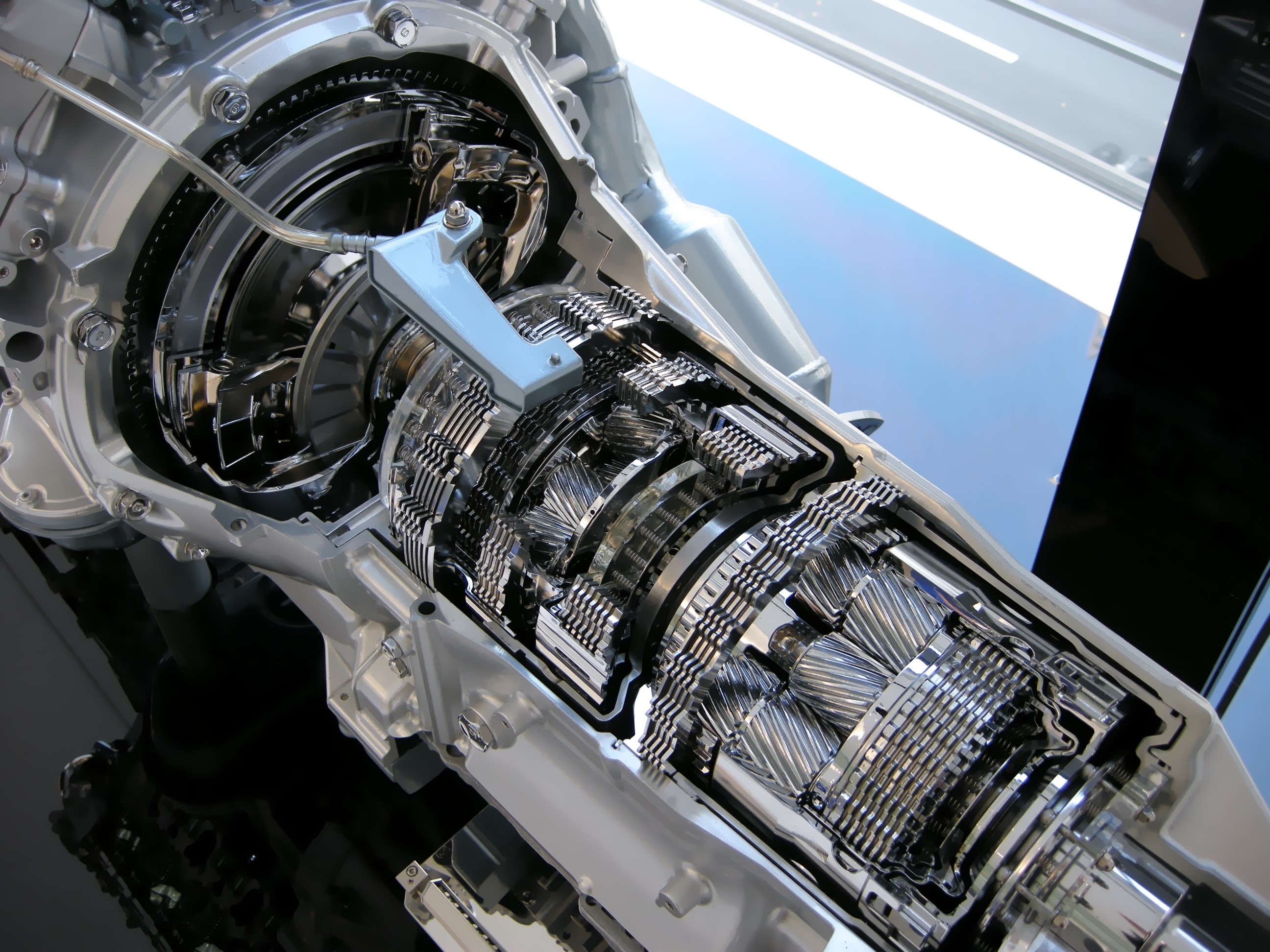
トランスミッション

同ブランドのフラグシップである「LS600h」に搭載されるV型8気筒・2UR-FSE型エンジンをベースに、トヨタ自動車とヤマハ発動機が共同開発した専用スポーツユニットである「2UR-GSE」型エンジンが搭載されている。エンジン型式名にスポーツ向けの仕様である事をしめす記号「G」を冠するのは、7代目「セリカ」などに搭載された2ZZ-GE型以来であり、V型および8気筒以上の大排気量エンジンとしては初となった。
このエンジンは他のUR型エンジン同様に、筒内直接噴射とポート噴射を組み合わせた「D-4S」が採用されるほか、スポーツ走行に対応するため新たに通常のオイルラインに加えて各バンクのシリンダーヘッド左右両端から強制的にオイルを回収するスカベンジポンプを採用している。これにより高い旋回Gが生じた時のヘッドからのオイル戻りを改善し、ウェットサンプながら安定した油圧を確保している。動弁系では吸気・排気ともにハイリフト化し、吸気バルブにはチタンバルブを採用している。また支持剛性向上のためにカムジャーナルをボアセンターに、ロッカーアームのラッシュアジャスターから固定ピボットとするなど、高回転域を多用するスポーツ走行を重視した変更が行われた。そのほか吸気系統も専用設計されており、2UR-FSEに比べサージタンクを小型軽量化、吸気ポートを高流量仕様にするなど、レスポンスと高回転時の吸気効率を向上させ、スポーツユニットに相応しい鋭い吹け上がりやエンジンサウンドを奏でることに成功するなど、極限まで性能を追い求めたレーシングエンジンに近い新世代のトヨタ「G」系スポーツユニットである。
最高出力は311 kW (423 PS) / 6,600 rpm、最大トルクは505 N·m (51.5 kg·m) / 5,200 rpmを発生し、0 - 100 km/hの加速は5.1秒、最高速度は305 km/h（日本国内仕向けは180 km/h、日本国内以外の仕向けは270 km/hでスピードリミッターが作動する）。
トランスミッションには、「LS460」や「GS430」に搭載される8速ATをベースに「IS F」専用のセッティングが施された「8-Speed SPDS (8-Speed Sport Direct Shift)」が採用されている。この「8-Speed SPDS」は、2速から8速までのすべてのギア段でロックアップされ、トルクコンバータのオイルを介さずロックアップクラッチが直結することで、エンジンの回転力をメカニカルに伝達する。また、センターコンソールに設けられたシフトノブかステアリングに装備されたパドルシフトでシフトダウンした際には、瞬時にエンジン回転数を上げてシフトダウン後のエンジン回転数を同期させるブリッピングコントロールが採用されており、シフトチェンジした際のタイムラグは0.1秒とフェラーリ・599GTBフィオラノと同等の数値をマークするなど、世界トップクラスのギア変速スピードを実現している。

## 足回り
トヨタ自動車製の市販乗用車としては初の採用となる、イタリアのブレーキシステムメーカー「ブレンボ（Brembo)」社との共同開発による放熱効果の高いスパイラルフィン式の大径ドリルドローター(前：⌀360、後：⌀345）と、フロントに対向6ポット・リヤに対向2ポットのアルミモノブロックキャリパー、そして高摩擦ブレーキパッド（独・Honeywell Bremsbelag社製のロースチールパッド「Jurid」のIS F専用開発品）を採用。強力なエンジン出力に対応しサーキットで周回を重ねてもフェードしにくいシステムを構築した。
そして、トヨタF1でもパートナーを組むBBSと共同開発した19インチ軽量鍛造アルミホイールを採用。フィンタイプのこのホイールはブレーキの排熱を走行中に効率よく排出できるよう左右で回転方向が指定されており、さらに前後異幅ということもあり4本すべてが専用品（前後左右で装着箇所が決まっている）というのも特徴である。フロントに225/40R19、リヤに255/35R19の専用高性能スポーツタイヤ（ミシュラン・Pirot Sports-PS2、もしくはブリヂストン・POTENZA-RE050A）が装着される。
2009年7月に発表された2010年モデルからは「トルセンLSD」（5ピニオン式のIS F専用開発品）を新採用し、トラクション性能が向上している。

## 歴史

### 背景[4]
2000年代前半、レクサスはブランドの新たなる方向性を模索するため、コンパクトセダンの「IS」をベースとしたハイパフォーマンスカーを企画した。
その概要は、初代モデルの「IS300」（当時の日本ではトヨタブランドの「アルテッツア」として販売されていた）に「GS430」のV型8気筒エンジン（北米市場では340 PSを発生する3UZ-FE）と、「スープラ」（JZA80系）のゲトラグ製6速MTを組み合わせ、「IS」に換装するというものであった。
「IS430プロジェクト」と名づけられたコンセプトカーの製作にあたっては、当時トヨタブランド車でモータースポーツに参戦するなどトヨタとの関わりが深いレーシングドライバーのロッド・ミレンが中心となり、外観デザインは北米随一のカスタムカーデザイナーであるチップ・フースが担当、技術面ではこちらも北米随一の技術力を誇る「XSエンジニアリング」が担当した。また、最終的な車両の走行試験とセットアップに関してもロッド・ミレン自らが行っている。
こうして車両の完成後、レクサスは「IS430」を当時のニューヨークモーターショーやSEMAショーなど北米の主要な自動車イベントに出品した。また展示だけに留まらず、「IS430」を一部のモータージャーナリストやレーシングドライバーにも試乗の機会を与え、本車両の持つパフォーマンスを体感させている。また同時期、ヨーロッパでも「IS430」と同様のコンセプトで製作された試験車両（試作0号車と呼ばれていた）が製作され、ニュルブルクリンク等でテスト走行が行われていた。
その後、初代ISの生産終了まで「IS430」の市販化は実現しなかったものの、後に日本にてこの「IS430」の手法と同じく、初代ISにV型8気筒エンジン（2003年型JGTCスープラに搭載された5.2 Lの3UZ-FE型）を搭載した先行開発車両が製作された。そして本車両が後の「IS F」へと繋がってゆくのだが、元々スポーツセダンとしても開発された初代「アルテッツァ」の程良いパフォーマンスを引き出し、かつ「アルテッツァ」の更なる将来性を提示したコンセプトは前述した「IS F」への布石であったとも捉えられる。

## 年表
2007年1月
第91回北米国際オートショーで量産型プロトタイプ「IS-F」を発表。正式に販売されることが表明される。
2007年10月4日
市販モデル発表。公式サイトオープン。
2007年11月18日
アメリカの高級百貨店ニーマン・マーカスのクリスマス企画として、特別仕様車が50台限定、68,000ドルの価格で発売された。
2007年12月25日
発売。
2008年1月
東京オートサロンにDTM仕様の「IS Fレーシングコンセプト」を出品。
2008年9月
2009年モデルを発表。ベース車であるISの年次改良（2009年モデルへ移行）に伴い、インテリアの意匠を一部変更（センタークラスター部の意匠変更、ドアトリムのグリップ部等のカラーリングをIS F専用カラーに変更）。また各部の組み付け精度の向上やサスペンションセッティングを若干変更（フロントの車高を3 mmダウン）している。
2009年2月
初の特別仕様車となる「Blazing Terracotta Interior」を50台限定で発売。
2009年7月
2010年モデルを発表。新たに「IS F」のハイパワーとハイトルクに耐えられる専用開発のトルセンLSDを採用し、新デザインのアルミホイール（BBS製・サイズは同じ）をオプション設定。さらにベース車のISシリーズと同じく、コンバーチブルモデル「IS C」の開発にあたって導入されたボディ各部の補強技術（詳細は「IS」の項目を参照されたい）が転用され、ボディ剛性を向上させた。
2010年8月
2011年モデルを発表。同時に年次改良を受けたベース車のIS/IS Cに準じてヘッドランプにL字型のLEDポジショニングランプを新採用（インテリジェントAFSは廃止）。また、インテリアではステアリングスイッチベースなどにアルミ調加飾を追加し、新たにシート素材へアルカンターラを追加設定した。デジタルスピードメーターやシフトアップインジケーターを内蔵したタコメーターをコンビネーションメーター内中央部に配置するなど、メーター意匠を変更した。
走行性能面では、サスペンションのコイルスプリング、ショックアブソーバーやブッシュ類、リヤサスペンションのキャンバー角度などのセッティング変更を実施。また、「SPORT」モードスイッチをステアリングホイール内へ移設した。
新機能として、日本国内向け車両にのみ「サーキットモード」を新設。HDDカーナビゲーションのGPSによる位置確認機能を用いて、車両が利用可能エリアに入りドライバーがサーキットモードを選択することによって、速度リミッターの作動速度が変更（180 km/h → 270 km/h)されるなどしてスポーツ走行が可能になる。
2010年9月6日
韓国トヨタを介して韓国市場にて発売開始。価格は日本市場よりも安価に設定されている（8800万ウォン＝約620万円）。
2011年8月
一部改良（年次改良）。ショックアブソーバーを変更し、コイルスプリングやバウンドストッパーなどサスペンションのチューニングを最適化したことで、乗り心地と走行性能を向上。これにより、ドライバーの意のままに応える高い応答性を実現。このほか、メーカーオプションに19インチ鍛造アルミホイール（BBS製・7本スポーク）、内装色にレッド&ブラック、ボディカラーにマーキュリーグレーマイカをそれぞれ追加した。
2013年5月
ベース車のISが、30系へとフルモデルチェンジするが、IS Fは継続して販売される。
2013年9月5日
一部改良（年次改良）。カーボン製リアスポイラーを新採用するとともに、フロントフォグランプをLED式に変更。スポーツシートはヘッドレストに『F』ロゴを立体的に表現したエンボス加工が施され、ドアトリムやセンターコンソール表皮にアルカンターラを採用。これに加え、高速道路上などに設置されたITSスポットと双方向受信することで画像や音声で前方の障害物や合流支援などの情報を受けることができるITSスポット対応DSRCユニットを標準装備した。併せて、特別仕様車「Dynamic Sport Tuning」を発売。エンジンのフリクション低減を行い、ダイナミックバランスをとるように調整を行うことにより、430 PSまで最高出力を向上し、滑らかな回転フィールを実現するとともに、ボディ開口部に新接着技術を用いることでボディ剛性を高め、専用カーボンフロントスポイラーやリヤディフューザーを装備したことで空力性能を高め、優れた操舵安定性を実現。この他、ベース車より7 kg軽量化された専用チタンマフラー等も装備された。
2014年5月18日
日本国内での販売を終了。

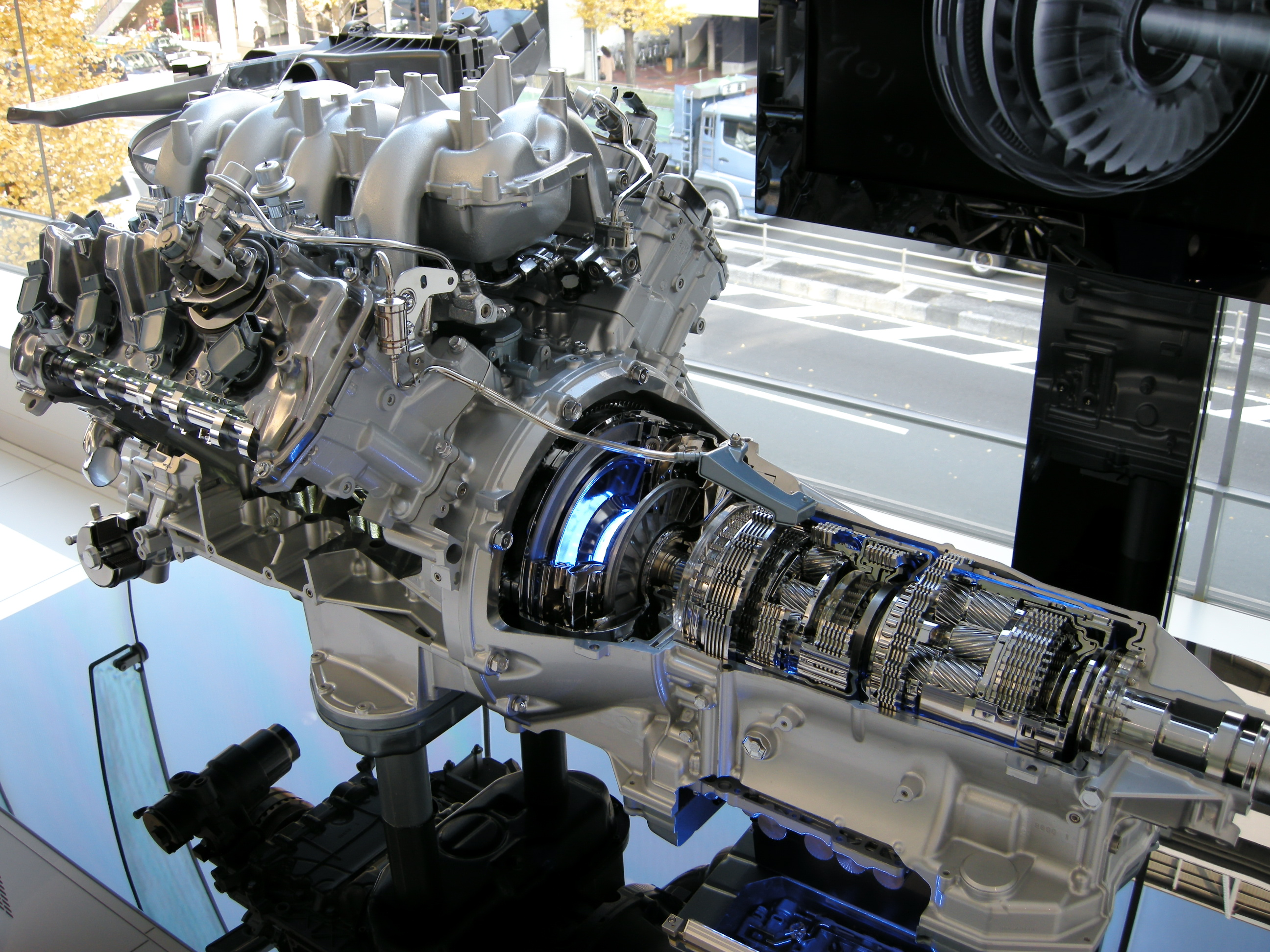
2UR-GSEエンジンと8-Speed SPDS
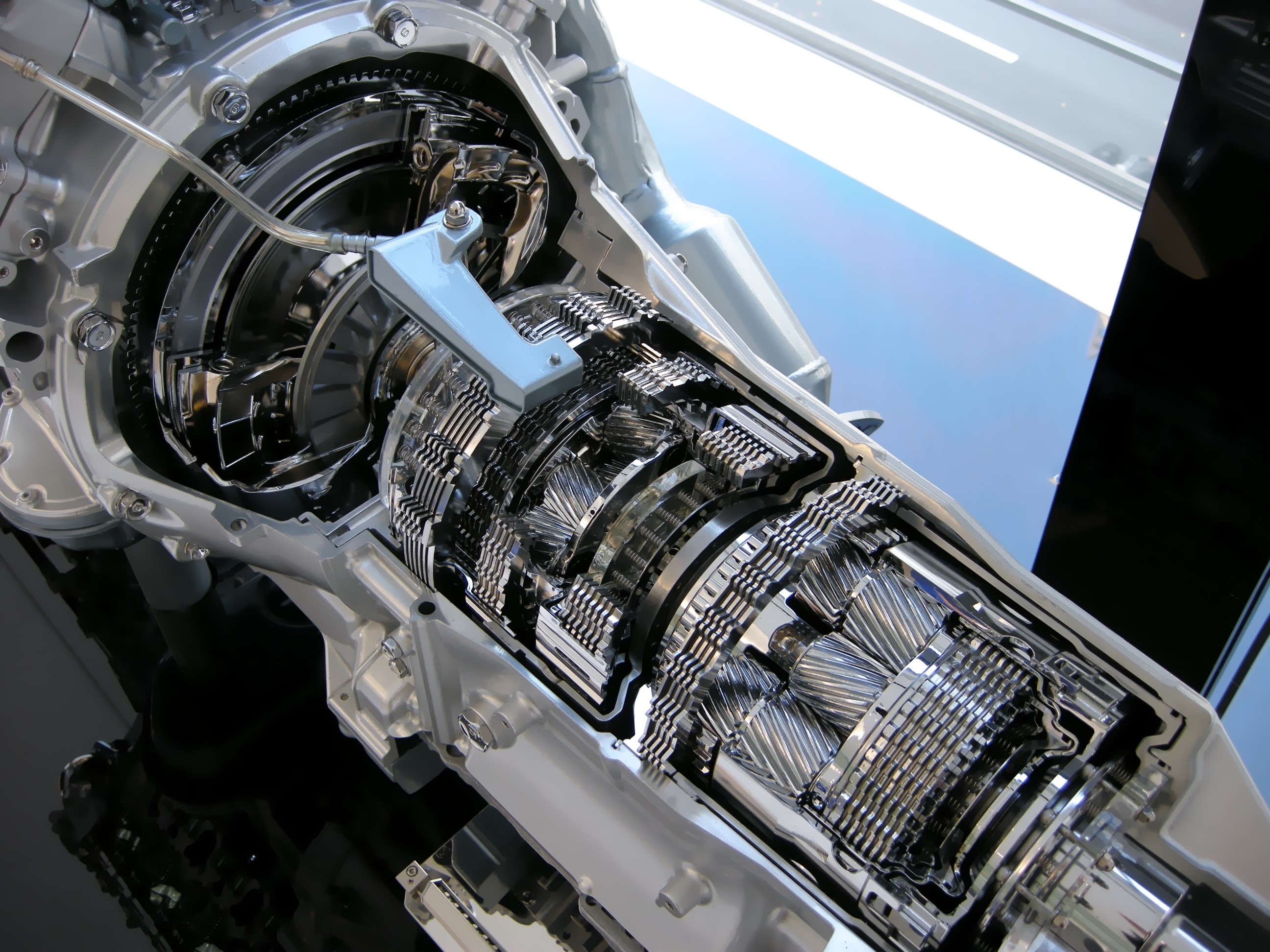
8-Speed SPDSのカットモデル
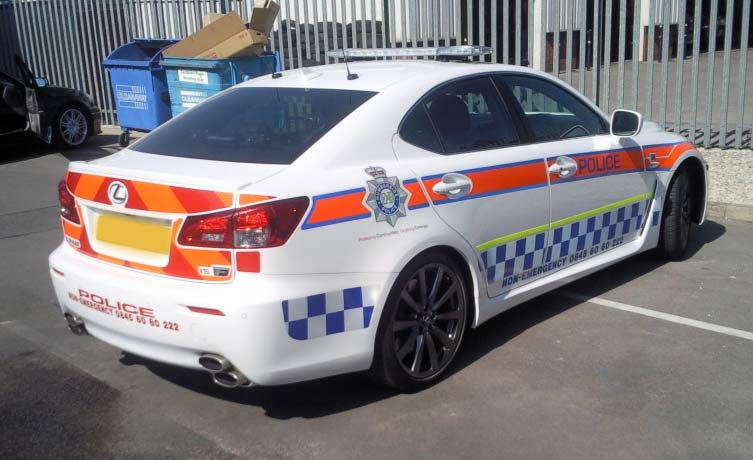
ハンバーサイド警察(イングランド)のパトカー